# سوزان أشتون
سوزان أشتون (بالإنجليزية: Susan Ashton)‏ هي مغنية ومغنية مؤلفة أمريكية، ولدت في 17 يوليو 1967 في إيرفينغ في الولايات المتحدة.

## وصلات خارجية
- الموقع الرسمي
- سوزان أشتون على موقع IMDb (الإنجليزية)
- سوزان أشتون على موقع ميوزك برينز (الإنجليزية)
- سوزان أشتون على موقع ديسكوغز (الإنجليزية)